# Sieraków (osada leśna w województwie śląskim)
Sieraków – osada leśna w Polsce położona w województwie śląskim, w powiecie częstochowskim, w gminie Przyrów.
W latach 1975–1998 miejscowość administracyjnie należała do województwa częstochowskiego.